# 877
877 је била проста година.

## Догађаји
- Википедија:Непознат датум — Владавина династије Абасида у Багдаду.

- Лето – Краљ Карло II („Ћелави“) креће у Италију, у пратњи своје супруге Ришилде и неколико његових главних вазала. Он даје наређења за експедицију, али војвода Босо (његов зет) одбија да се придружи војсци. У исто време Карломан, син Луја Немачког, је прешао Алпе у источну Ломбардију на челу франачке војске. Карло шаље Ришилда назад у Галију, на крунисање за царицу Светог римског царства, и са наређењем за појачање. Међутим, франачку аристократију више брину напади Викинга у својој земљи, него рат са Сараценима у јужној Италији. Папа Јован VIII прима Карла у Верчелију, где тражи помоћ против напада Сарацена у јужној Италији. У Траету склапа савез са италијанским државама.
- Август – Опсада Сиракузе: Аглабиди започињу препад на византијске територије, на истоку острва Сицилије. Они опседају Сиракузу, и блокирају градове-тврђаве на мору и копну.
- 6. октобар – Карло II умире док је прелазио превој Монт Цени код Брид-ле-Бена, на путу назад у Галију. Наследио га је његов син Луј Муцавац, краљ Аквитаније, који постаје владар Западног франачког краљевства. Карломан, приморан епидемијом која је избила у његовој војсци, враћа се у Немачку. Након смрти његовог оца, Луј планира да прими заклетву на верност од својих поданика, али сазнаје да му магнати одбијају послушност и окупљају се око Боса. Побуњенике подржава његова маћеха Ричилда и, у знак незадовољства, пустоше земљу. Хинцмар, надбискуп Ремса, интервенише и побуњеници пристају на нагодбу.
- 8. децембар – Луја Муцавца се крунише за краља Западнофраначког краљевства, у цркви у Компијењу. Царски престо ће остати упражњен до 881. године.
- Јесен – Краљ Алфред Велики подиже велику војску и креће на викиншки логор у граду Ексетер. Његова војска опседа Велику летњу војску, коју предводи Гутрум, и приморава Викинге да се предају. Они беже на север у Глостер и насељавају се у Фиве Бороугхс (савремени Источни Мидлендс).
- Викинзи још једном нападају Велс, а краљ Родри ап Мерфин („Велики“) од Гвинеда, Повиса и Сејзила је приморан да побегне у Ирску.
- Краљ Константин I Шкотски је убијен у борби против викиншких нападача, у „Црној пећини“ у Фајфу. Наследио га је брат Аед мац Цинаеда на месту владара Албе (Шкотска).
- Краљ Џајаварман III умире после 42-годишње владавине. Наследио га је његов рођак Индраварман I, као владар Кмерског царства (савремена Камбоџа).
- 23. октобар – Фотије I је враћен на дужност цариградског патријарха, после смрти патријарха Игњатија .

## Смрти
- 5. октобар или 6. октобар - Карло Ћелави , франачки краљ (*823.)
- Игњатије I Цариградски
- Константин I Шкотски
- Халфдан Рагнарсон
- Јован Скот Еријугена